# روبن هربرت سوير
روبن هربرت سوير (مواليد 1866: 1962) رجل دين أمريكي وزعيم كو كلوكس كلان في ولاية أوريغون
بصفته مدافعًا مهمًا عن الأنجلو إسرائيلية فقد ربط المعتقدات الدينية بالنشاط السياسي المتطرف والمحافظ.

## حياته
كان راعيًا للكنيسة بالجانب الشرقي في بورتلاند أوريغون حيث أسس حتى بداية العشرينيات مجموعة قوية من الأنجلو إسرائيليين
تولى دورًا قياديًا في تأسيس وصياغة دستور الاتحاد العالمي البريطاني الإسرائيلي في لندن عام 1919
في عام 1921 تخلى عن رعايته لتكريس نفسه حصريًا لمحاضراته عن الأنجلو إسرائيلية على ساحل المحيط الهادئ وغرب كندا وجماهير بريطانية كبيرة في إنجلترا
وقد شارك سوير في بناء أوريغون كو كلوكس كلان التي كان زعيمًا لها من عام 1921 إلى عام و تولى أيضًا قيادة المنظمة النسائية للإمبراطورية الخفية التي أسسها فريد جيفورد زعيم منظمة كلان في ولاية أوريغون.
في عام 1924 اختلف مع جيفورد وغادر كلان
تبنى الرأي القائل بأنه يمكن للمرء التمييز بين الإسرائيليين الحقيقيين ، الذين ينحدر منهم الأنجلو ساكسون واليهود «الزائفون» لقد طبق هذا بشكل خاص على اليهود من أصل أشكناز وأوروبا الشرقية.

## مؤلفاته
السؤال اليهودي مجرد ذخيرة 192-؟
دين الكتاب المقدس أو كنيسة الكتاب المقدس سينسيناتي، أوهايو 1900.
كسوة السماء بوسطن ، 1910.
حقيقة الامبراطورية الخفية. فرسان كو كلوكس كلان 1922.